# Abscés

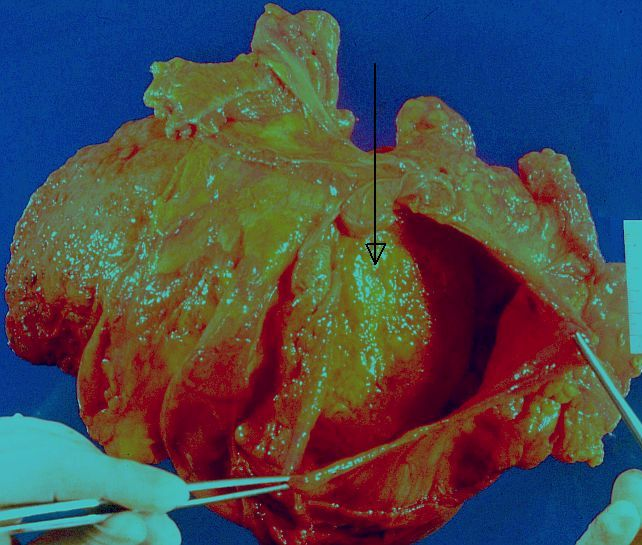
Abscés suprahepàtic

Un abscés (del llatí abscessus) és una acumulació de pus (neutròfils morts) que s'ha acumulat en una cavitat formada pel teixit en el qual resideix el pus, a causa d'un procés infecciós (generalment causat per bacteris o paràsits) o altres materials estranys (per exemple, estelles). És una reacció defensiva del teixit per prevenir la propagació de materials infecciosos a altres parts del cos. Un exemple d'un abscés és una BCG-oma, que és causada per l'administració incorrecta de la vacuna BCG.
Els organismes o materials estranys maten les cèl·lules locals, donant com a resultat l'alliberament de citocines. Les citocines desencadenen una resposta inflamatòria, que atreu un gran nombre de cèl·lules blanques de la sang a la zona i augmenta el flux sanguini regional.
L'estructura final de l'abscés és una paret, o una càpsula, de l'abscés; que està formada per les cèl·lules sanes adjacents en un intent de mantenir el pus aïllat de les estructures veïnes. No obstant això, l'encapsulació tendeix a evitar que les cèl·lules immunes ataquin als bacteris en el pus, abastin l'organisme causant o l'objecte estrany.
Els abscessos s'han de diferenciar dels empiemes, que són acumulacions de pus en una cavitat anatòmica ja existent, en lloc d'una acabada de formar.

## Signes i símptomes
Els símptomes i signes cardinals són els de qualsevol mena de procés inflamatori: enrogiment, calor, inflor, dolor i pèrdua de la funció. Els abscessos poden ocórrer en qualsevol mena de teixit sòlid, però amb més freqüència en la superfície de la pell (en la qual poden provocar pústules superficials (furóncols) o abscessos profunds de la pell), en els pulmons, cervell, dents, anus, ronyons, amígdales. Les complicacions majors estan en l'extensió del material dels abscessos en els teixits adjacents o a distància, i la mort del teixit regional (gangrena).
Els abscessos en la majoria de les parts del cos rares vegades es curen, és necessària una atenció mèdica a la primera sospita d'un abscés.

## Tractament
El tractament antibiòtic dels abscessos, moltes vegades, no és eficaç, i requereixen una intervenció quirúrgica: incisió i drenatge i, sovint, curetatge (Ubi pus, ibi evacua. Hipòcrates).